# Eric Avery
Eric Adam Avery (25 de abril de 1965) es un músico estadounidense más conocido por ser el bajista y cofundador de la banda de Rock Alternativo Jane's Addiction, desde su formación en 1985. Es uno de los cuatro miembros originales, y coescribió todas las canciones de sus discos clásicos.
Desde 2005 es el bajista en vivo de Garbage. También fue parte de Nine Inch Nails, Smashing Pumpkins y la banda de Alanis Morissette.

## Biografía
Eric Avery y Dave Navarro se conocieron como estudiantes en el St. Paul the Apostle Grammar School en Los Ángeles. Ambos eran compañeros de curso, para después separarse en distintos institutos. Navarro era compañero de Stephen Perkins, quien comenzó a salir a citas con la hermana de Avery, Rebbeca. Fue ella quien le sugiere a Avery y Perry Farrell que le haicieran una audición a Perkins. Ellos cuatro conformaron Jane's Addiction.
Después de la primera separación de la banda, Eric mantuvo un perfil muy bajo. Formó la banda Deconstruction junto a su compañero Dave Navarro justo después de la separación, del cual salió un disco homónimo en el año 1994. No hubo gira puesto que Avery aun decía sentirse cansado por las extensas giras realizadas con Jane's Addiction. En primera instancia, Avery no quiso ser partícipe de la reunión de Jane's Addiction, aduciendo que las reuniones son solo por el dinero. Aun así, volvió con la banda en el año 2008.
Ha grabado para Alanis Morissette, también ha ido de gira con ella, además de haber tenido una corta relación. El cantante de Tool, Maynard James Keenan, lo invitó a reemplazar al exbajista de la banda, Paul D'Amour, pero Avery rechazó la oferta para enfocarse en su nueva banda, Polar Bear. Avery apareció en la película Some Kind of Monster, haciendo una audición para ser el nuevo bajista de Metallica, después de que Jason Newsted decidiera irse y antes de que Robert Trujillo se uniera como bajista.
Avery hizo un tour con la banda Garbage en el 2005 para la promoción de su disco Bleed Like Me. En 2012, fue de gira por Sudamérica junto a Garbage, promocionando su disco Not Your Kind Of People. También trabajó con la revivida Smashing Pumpkins.
Lanzó su debut como solista en el 2008, con un trabajo experimental, llamado Help Wanted. También escribió la música del documental The 11th Hour, de 2007.

## Discografía
Con Jane's Addiction
- Jane's Addiction (1987)
- Nothing's Shocking (1988)
- Ritual de lo Habitual (1990)
- Live and Rare (1991)
- Kettle Whistle (1997)
- Up From the Catacombs (2006)
- A Cabinet of Curiosities (2009)

Deconstruction
- Deconstruction (1994)

Polar Bear
- Polar Bear (1996)
- Chewing Gum EP (1997)
- Why Something Instead of Nothing? (1999)

Solitario
- Help Wanted (2008)
- Life. Time. (2013)

- Datos: Q2316428